# Joey Blount
Joseph Blount (Atlanta, 16 novembre 1998) è un giocatore di football americano statunitense che milita nel ruolo di safety per gli Arizona Cardinals della National Football League (NFL).

## Carriera

### Seattle Seahawks
Al college Blount giocò a football a Virginia dal 2017 al 2021. Firmò con i Seattle Seahawks il 30 aprile 2022, dopo non essere stato scelto nel Draft di quell'anno. Al termine del training camp estivo riuscì a entrare nei 53 uomini del roster per l'inizio della stagione regolare e concluse la sua annata da rookie con 11 presenze, mettendo a segno 8 tackle e recuperando un fumble.

### Arizona Cardinals
Il 18 settembre 2023 Blount firmò con la squadra di allenamento degli Arizona Cardinals.